# Parabetyla pokorua
Parabetyla pokorua är en stekelart som beskrevs av Naumann 1988. Parabetyla pokorua ingår i släktet Parabetyla och familjen hyllhornsteklar. Inga underarter finns listade i Catalogue of Life.